# HML-03
HML-03 (Hyundae Maglev-03) は、1993年開催の大田国際博覧会で運行するために製造された、大韓民国で最初の営業運行用磁気浮上列車の車両である。
現代はHML-02の開発成功に引き続き、大田国際博覧会へ実用化リニアモーターカーを出品することを決定した。
研究費200億ウォンを掛けて、ドイツのクラウス＝マッファイ社と技術コンサルティング契約を結んだ後、現代グループを代表してリニアモーターカーの技術が、1993年8月7日より開催された大田国際博覧会会場内の磁気浮上列車館で初披露され、この期間中に13万人が試乗するなど運行の成功を誇示した。
リニアモーターカーの車体構造にはアルミニウム合金と特殊強化プラスチックを使用しており、リニアモーターカーの構造には浮上案内システム、推進システム、ブレーキシステム、ガイドウェイおよび設備などで成り立っている。
浮上案内システムは常電導吸引方式として、24個の電磁石と3つの浮上案内コントローラを使用している。
推進システムには3台のインバータと6台のリニア誘導モーターを使用し、ブレーキシステムには円滑で安全なブレーキ機能を確保するために、1次的に電気ブレーキ、2次的に空気ブレーキを使用している。
車体デザインは流線形であり、側面上部を曲面ガラスで処理しており、乗客の視野範囲を最大化することで、快適かつ高級感のある室内の雰囲気を演出している。
大田国際博覧会当時の乗車時間は3分程度であり、毎日20分間隔で10時間ほど運行されたが、先端技術に加えて曲線通過を円滑にする貸借独立制御、監視システムによる自己診断、マイクロプロセッサによる速度パターン制御などの実用化に必要な詳細技術をくまなく取り揃えてあり、観覧客が韓国技術の位相を一目で見られる機会を提供し、韓国科学技術の象徴的展示物としての役目を果たしていた。
この列車は、現代精工技術開発チーム長である金洪才博士を含めた18名の研究陣が開発している。
日本、ドイツ、イギリスに次いで、世界で4番目となる現代精工が開発したリニアモーターカーは「先端技術の結晶」という賛辞とともに、マスコミより集中的な脚光を浴びた。
また、最初にリニアモーターカー内で結婚式を挙げた1組の夫婦が誕生するほどの多くの関心を受けており、博覧会期間中に約12万人の観覧客を輸送した。
浮上方式は吸引式であり、軌道から12ミリメートル浮上する。
大田国際博覧会以後、大田広域市の予算問題で運行が中断してからは、新しいリニアモーターカーであるUTM-02が導入されたため退役した。

## 現況
- 1編成だけが製造されており、韓国国立中央科学館（朝鮮語版）で展示されている。